# Забоже (Люблінське воєводство)
Забоже (пол. Zaborze) — село в Польщі, у гміні Карчміська Опольського повіту Люблінського воєводства.
Населення — 302 особи (2011).
У 1975-1998 роках село належало до Люблінського воєводства.

## Демографія
Демографічна структура станом на 31 березня 2011 року:
|          | Загалом | Допрацездатний вік | Працездатний вік | Постпрацездатний вік |
| -------- | ------- | ------------------ | ---------------- | -------------------- |
| Чоловіки | 143     | 31                 | 97               | 15                   |
| Жінки    | 159     | 24                 | 103              | 32                   |
| Разом    | 302     | 55                 | 200              | 47                   |